# Clytellus olesteroides
Clytellus olesteroides är en skalbaggsart som beskrevs av Francis Polkinghorne Pascoe 1885. Clytellus olesteroides ingår i släktet Clytellus och familjen långhorningar. Inga underarter finns listade i Catalogue of Life.